# Tetragnatha paludicola
Tetragnatha paludicola är en spindelart som beskrevs av Gillespie 1992. Tetragnatha paludicola ingår i släktet sträckkäkspindlar, och familjen käkspindlar. Inga underarter finns listade i Catalogue of Life.